# Hofje van Nieuwkoop
Het Hofje van Nieuwkoop is een hofje in Den Haag dat dateert uit de 17e eeuw. Het wordt geclassificeerd als een Rijksmonument (18080).

## Geschiedenis
Johan de Bruijn van Buijtewech, Heer van Nieuwkoop en Achttienhoven, was een van de rijkste inwoners van Den Haag toen hij in 1657 overleed. Net een week eerder had hij zijn testament gewijzigd en bepaald dat op zijn tuinen aan de Warmoesstraat een hofje moest worden gebouwd voor arme of behoeftige weduwen. Door wat grond te ruilen kon de hoofdingang aan de Prinsegracht komen, waar in de 17e eeuw veel mooie huizen stonden. Als architect werd voor Pieter Post gekozen. Er kwamen huisjes, negen privaten, een pomp en een Regentenhuis. Dit Regentenhuis werd toen 'het Speelhuys' genoemd; een plek waar welgestelden konden ontmoeten. Met 60 huisjes was het toen het grootste hofje in Nederland.

## Bewoning
In tegenstelling tot het door zijn tante in Gouda gestichte Hofje van Buytenwech, dat uitsluitend voor arme katholieke vrouwen was bestemd, had De Bruijn van Buijtewech uitdrukkelijk bepaald dat de toekomstige bewoners van het hofje van Nieuwkoop niet geselecteerd mochten worden op grond van hun religieuze overtuiging. De huisjes werden in het begin gratis bewoond. Dit duurde niet lang, want Pieter Post had de kosten hoog laten oplopen. In 1845 besloten de regenten de huisjes toch weer voor armlastige vrouwen te bestemmen. Van 1861 tot 1887 werd de Regentenkamer verhuurd aan de Pulchri Studio en daarna hadden beeldhouwer Charles van Wijk en de schilder Willem van Konijnenburg daar hun atelier.

## Indeling
De hoofdingang is aan de Prinsegracht. Recht tegenover de hoofdingang staat het Regentenhuis. Achter in de hof is een ingang die dagelijks wordt gebruikt. Na het 300-jarig bestaan werd het Hofje in een stichting ondergebracht en besloten de regenten tot grondige restauratie, die in 1970 begon en in 1983 werd afgerond. Het hofje telt 62 huisjes, die in een rechthoek om de tuin staan. De pomp die nu in het midden van de tuin staat, is uit de 18de eeuw en staat op de plaats waar vroeger de privaten stonden.

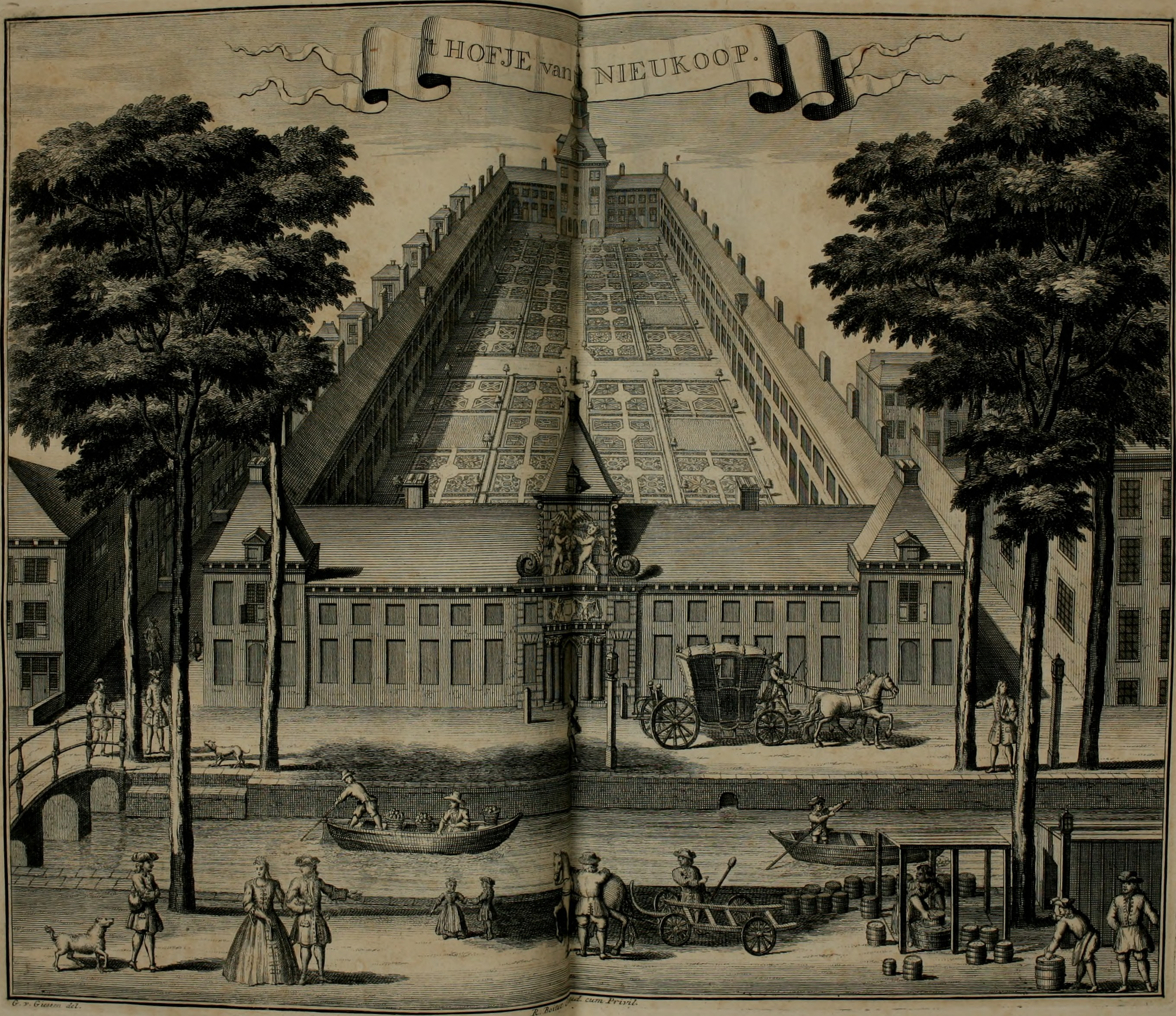
Het hofje in Beschryving van 's Graven-hage (Jacob de Riemer, 1730)
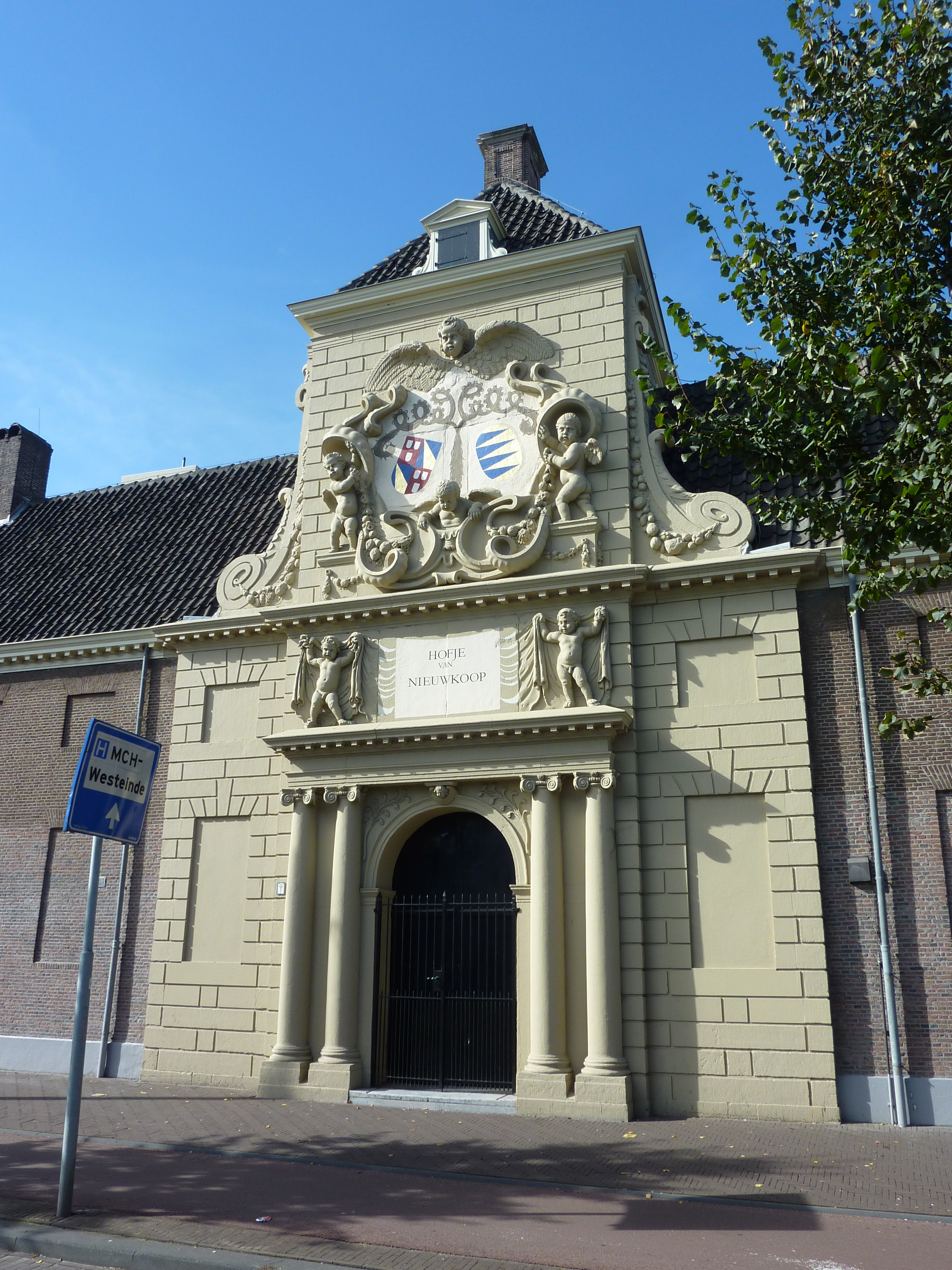
Zicht vanaf de Prinsegracht
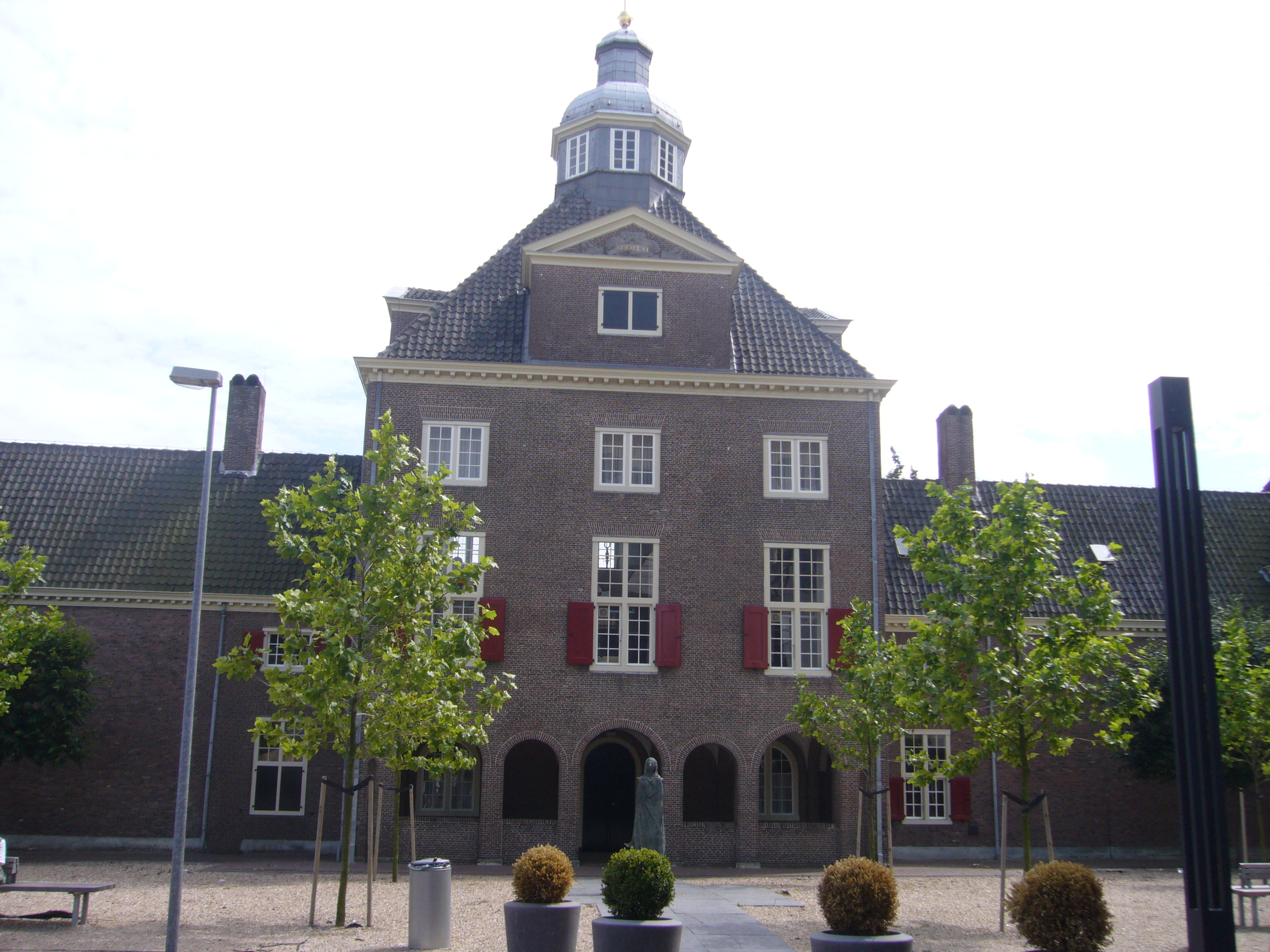
Regentenhuis vanaf MCH
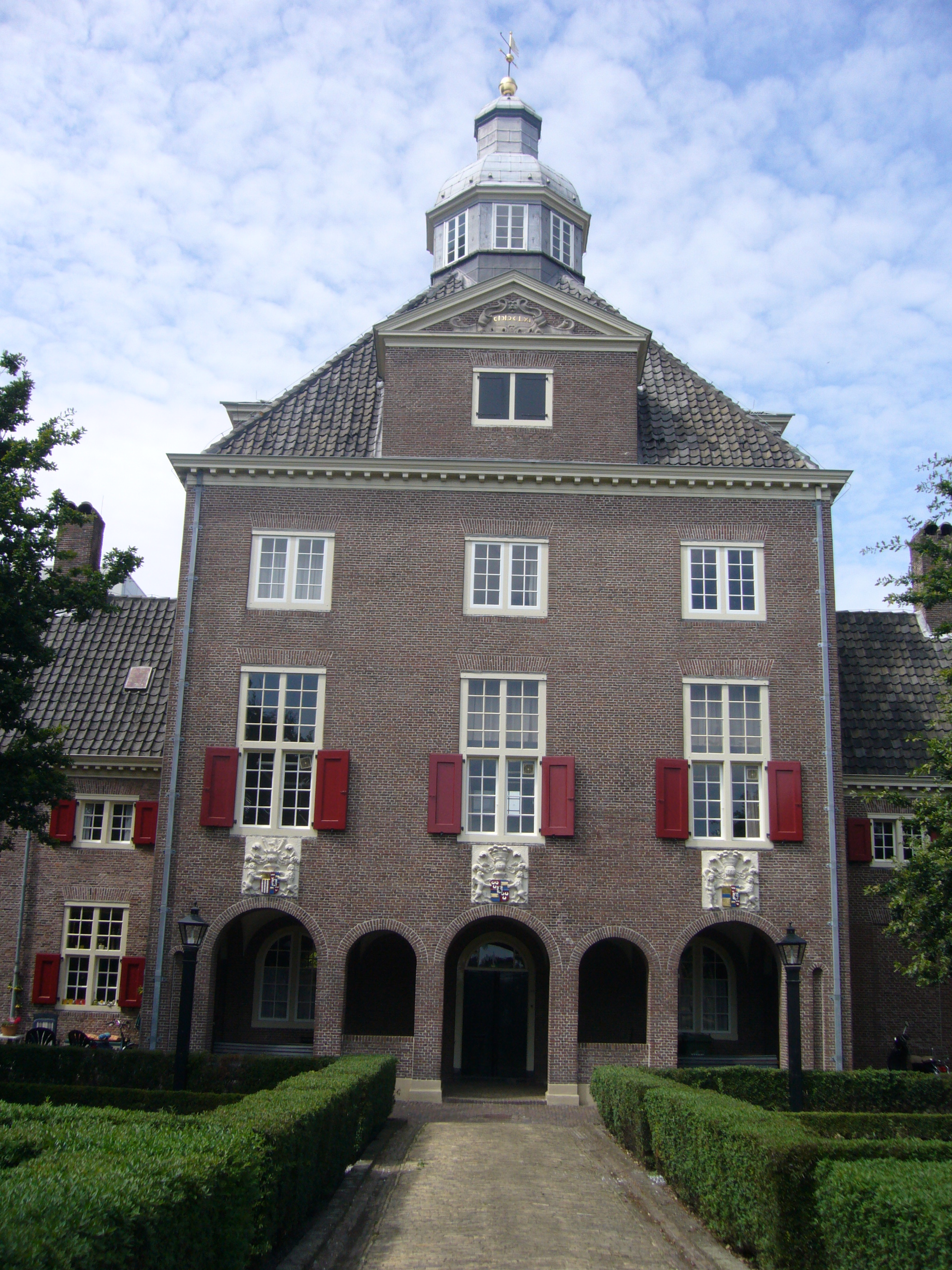
Regentenhuis vanuit de tuin
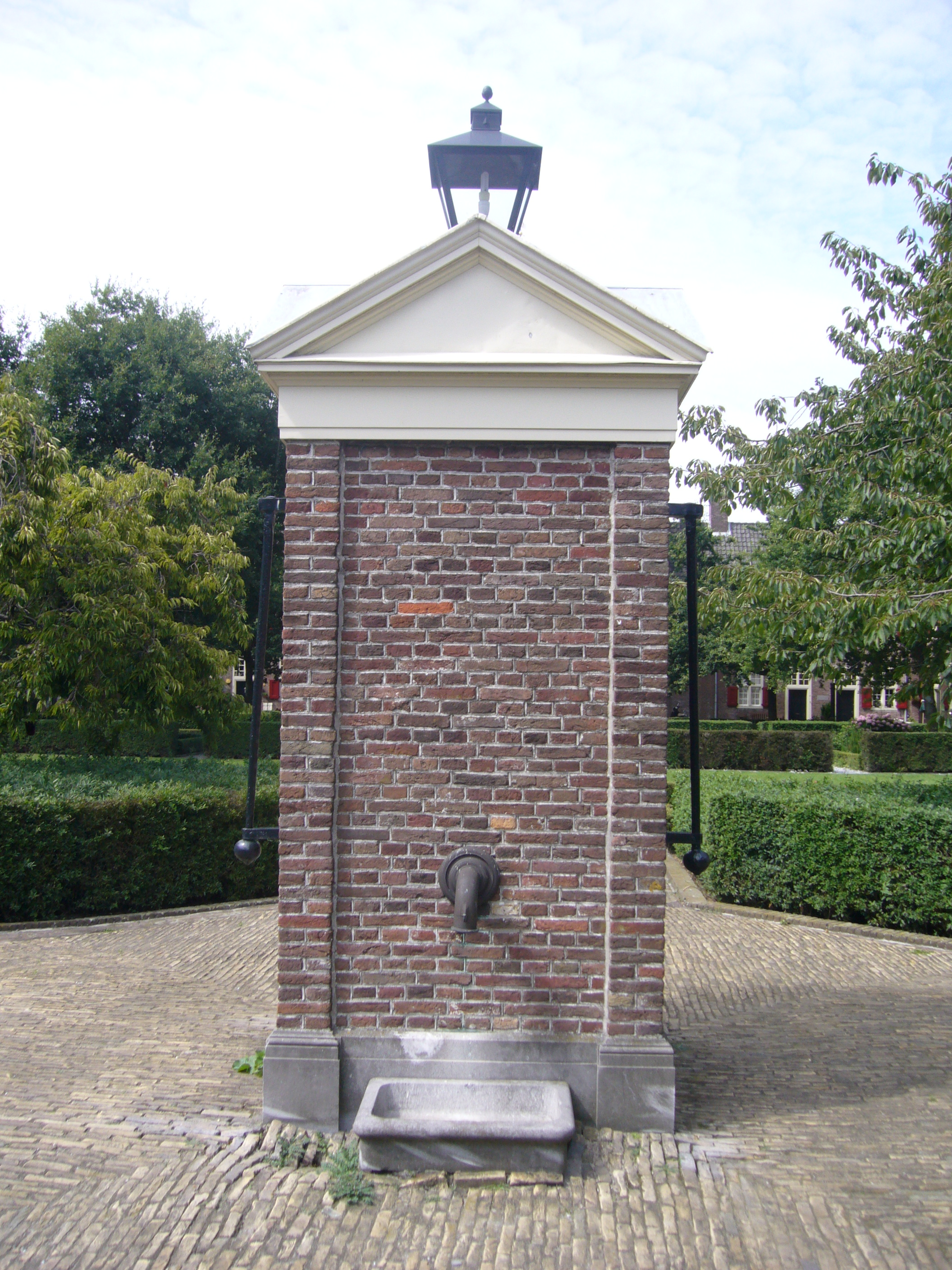
Pomp, 18e eeuw
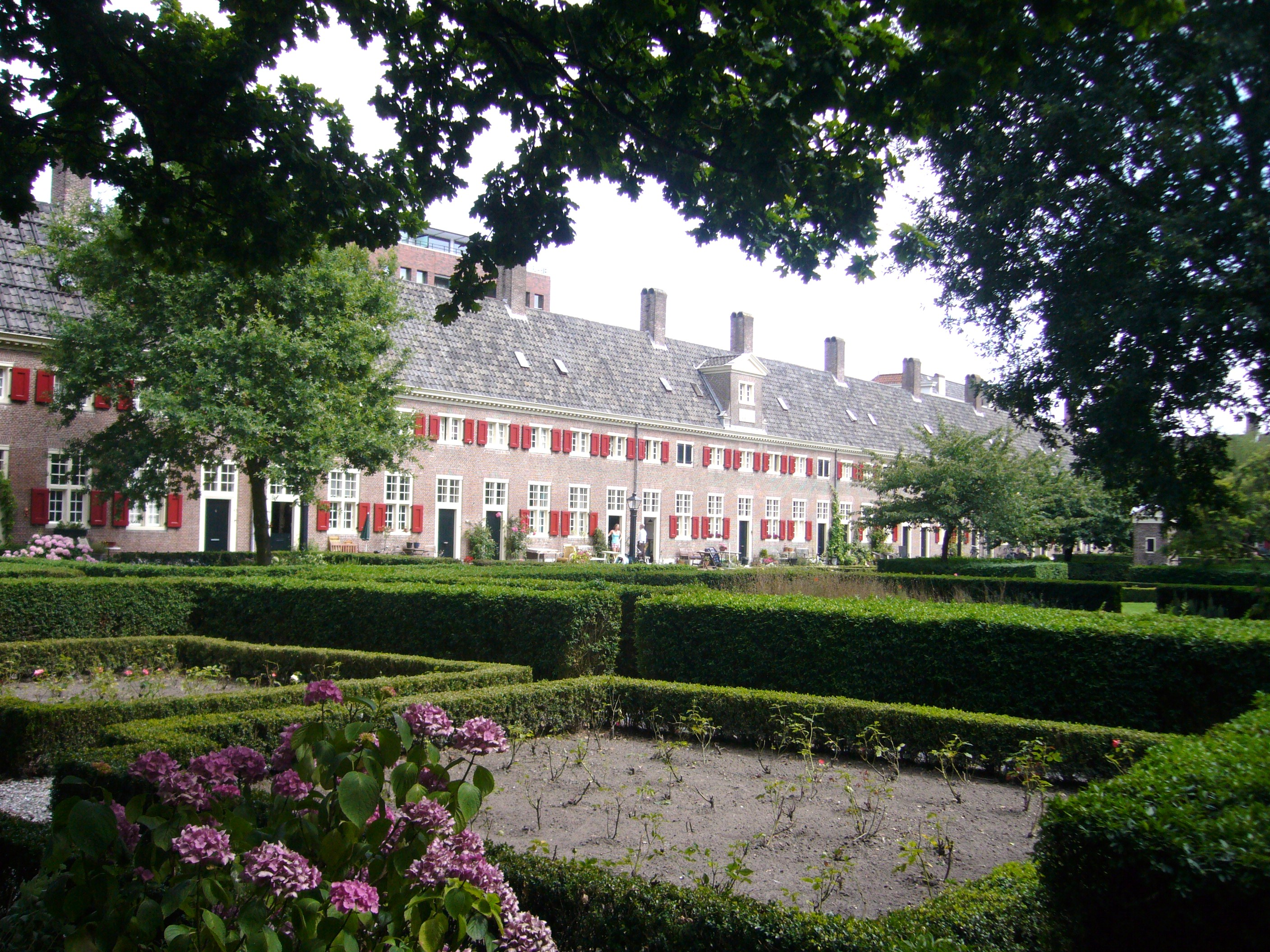
Tuin en huisjes
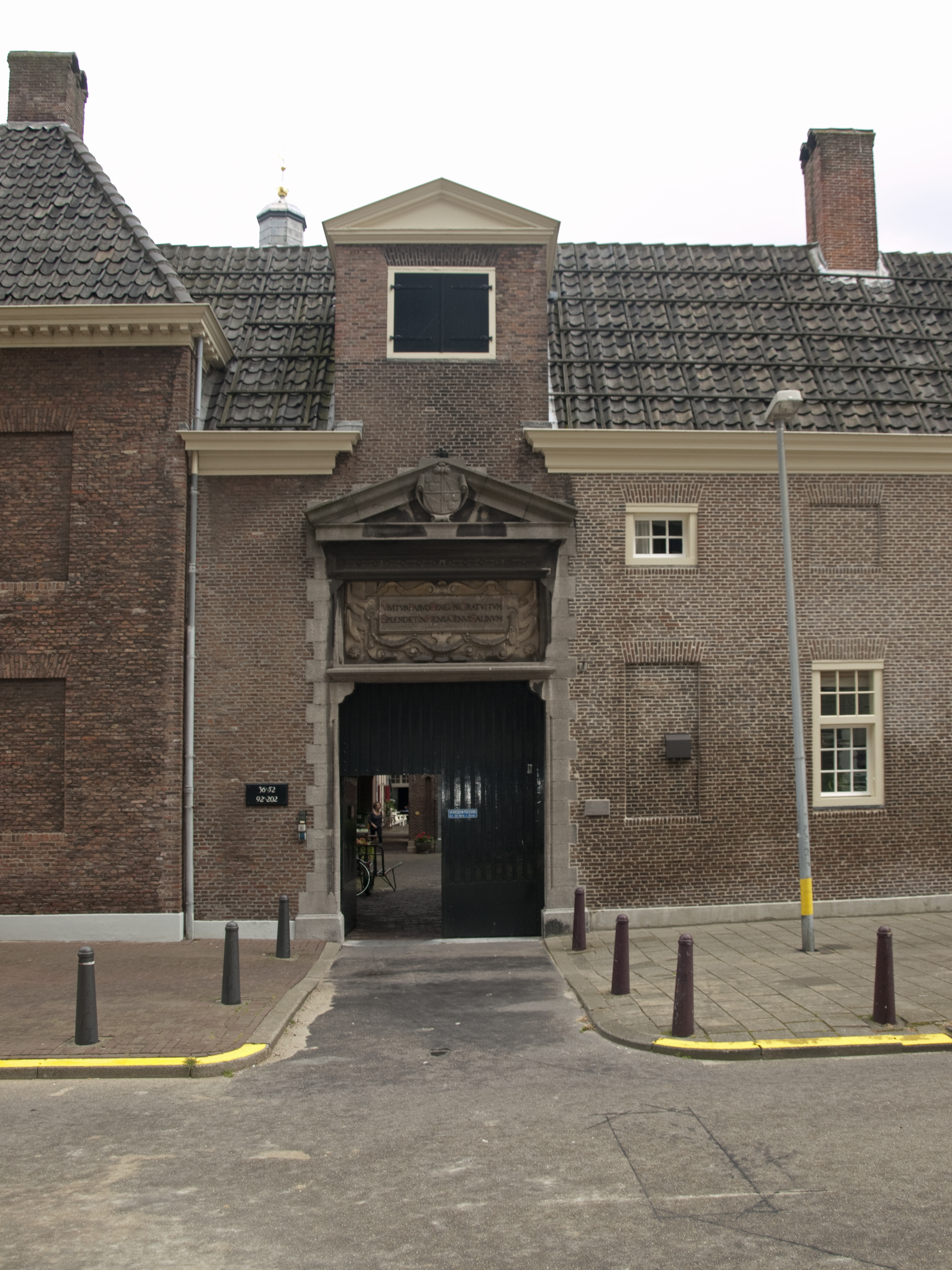
Westpoort